# السمونية

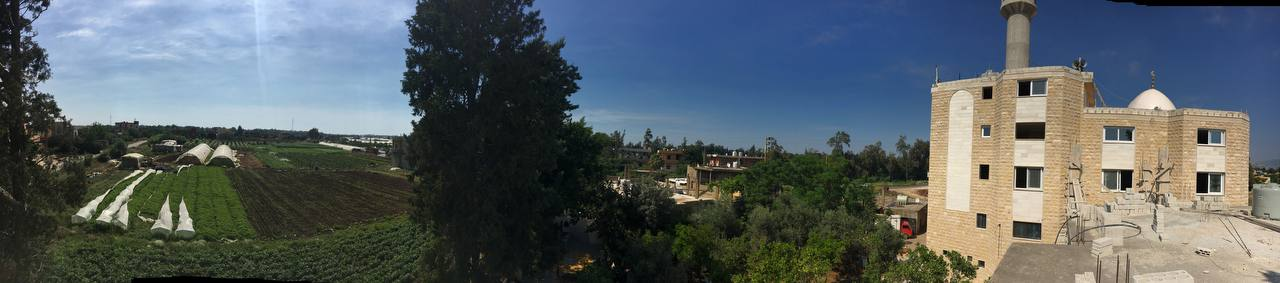

هي قرية لبنانية تم إنشاؤها حديثا، إذ كانت تدعى سابقا (بلانة الحيصة) وذلك حتى صدور قرار وزارة الداخلية اللبنانية بإنشاء قرية السمونية على عقار السمونية والذي يعتبر أكبر منطقة عقارية في سهل عكار الذي يمتد من النهر الكبير الشمالي، أي الحدود السورية وحتى نهر البارد الذي يفصل محافظة عكار عن المنية
وهي إحدى قرى محافظة عكار في الشمال اللبناني. وتقع في تجمع للقرى يسمى السهل في عكار أو ما يعرف بـ سهل عكار.
تقع البلدة في منطقة سهل عكار على الاتوتستراد الذي يصل لبنان بسوريا عبر منفذ العبودية وتتركز مناطق السكن فيها على أكبر منطقة عقارية في سهل عكار وهي السمونية. عدد سكانها حوالي 2500 نسمة، غالبيتهم يعملون في الزراعة، بالإضافة إلى الوظائف الحكومية وقطاع الخدمات والتجارة

## الزراعة

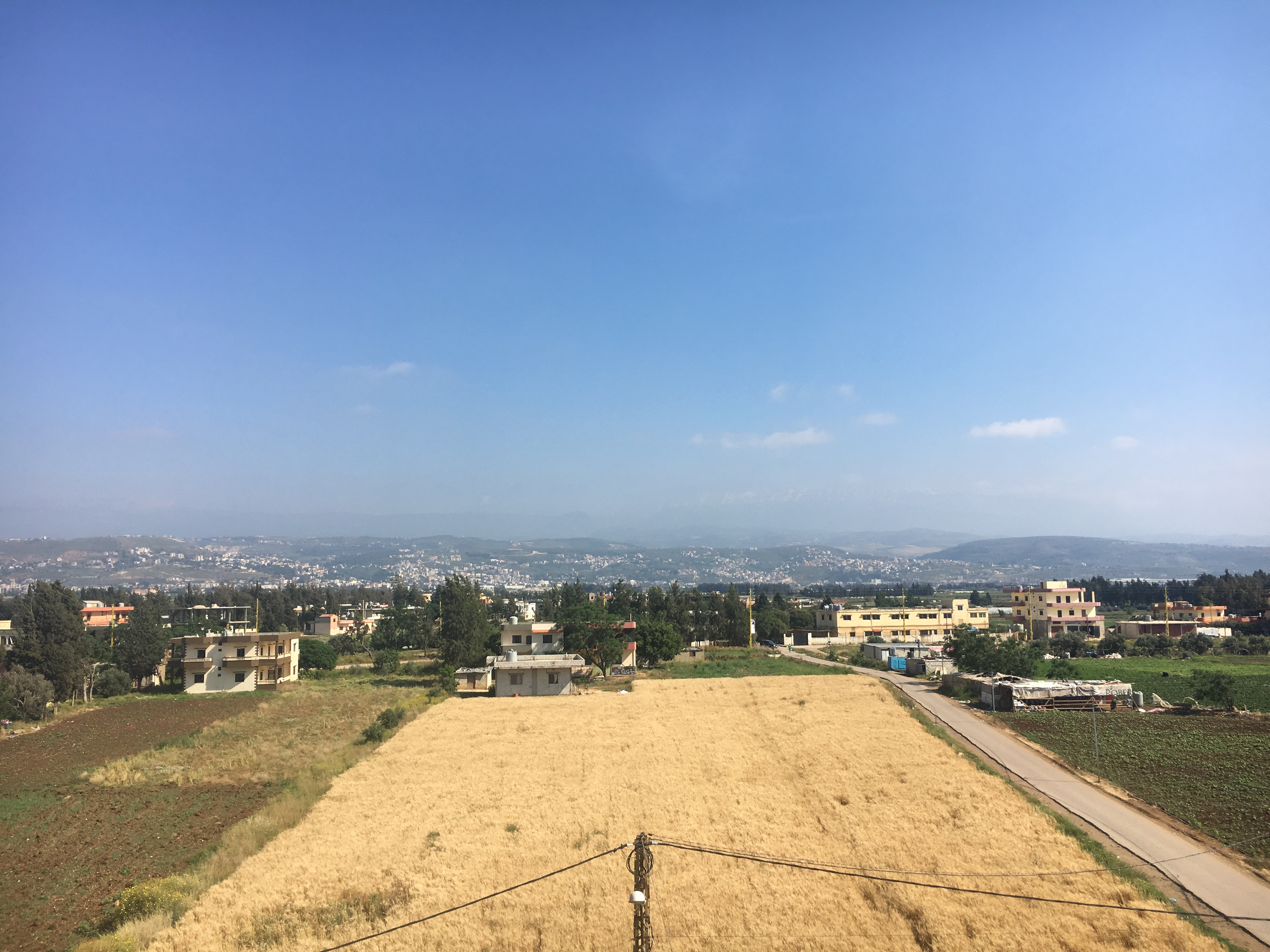

أبرز زراعاتها: الحمضيات، البطاطا، التنباك، العنب، الخضراوات والبقول بأنواعها، الفريز.

## المؤسسات والجمعيات العاملة في البلدة

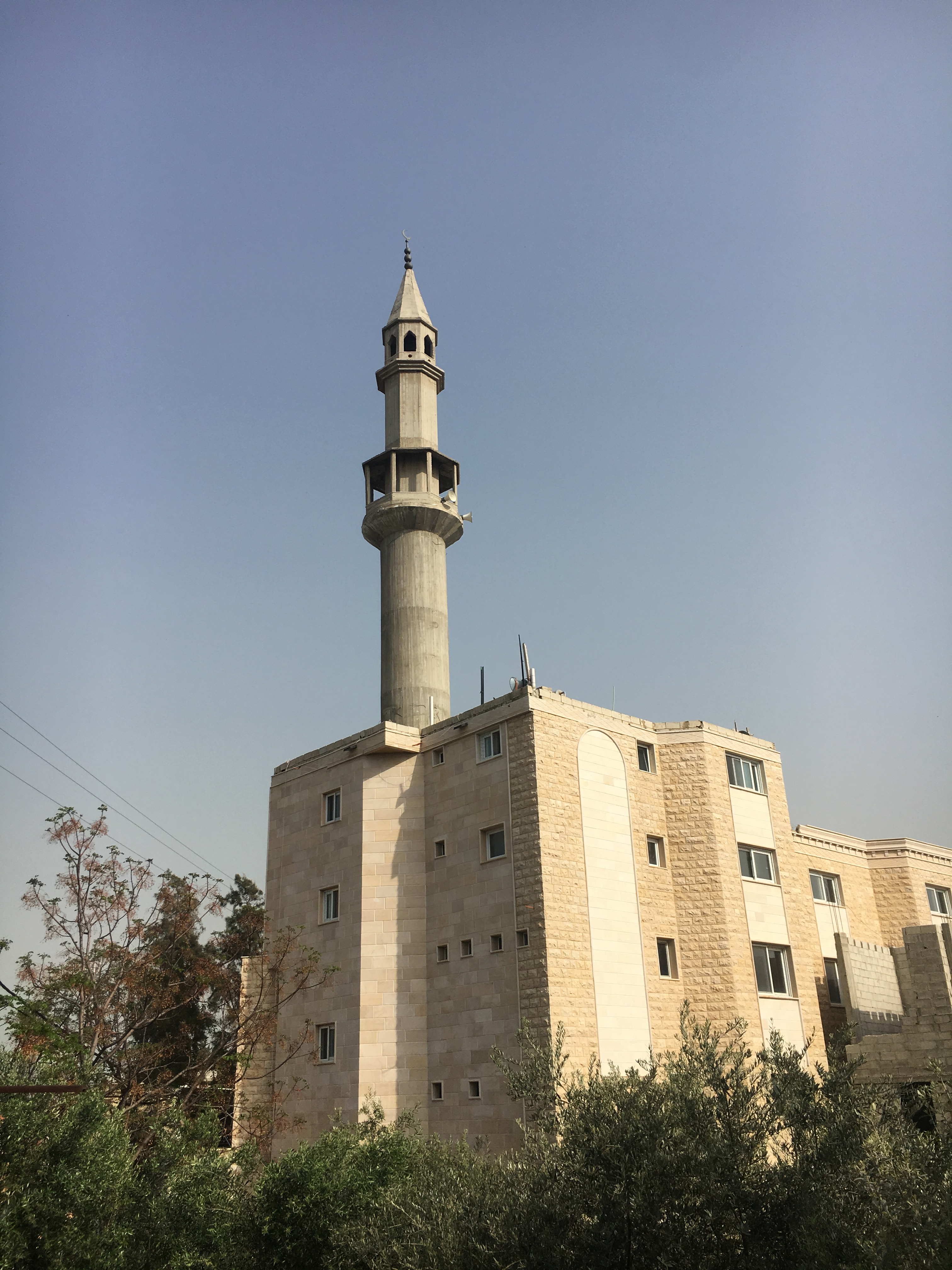

في قرية ( السمونية )  يوجد عدد من المؤسسات العاملة في القرية وأبرزها:
- مختار السمونية السيد فضل أحمد دياب الشيخ.
- جمعية بلانة الحيصة الخيرية ( رئيس الجمعية الأستاذ سليمان أحمد الشيخ، نائب الرئيس الأستاذ زكريا الشاتي، المحاسب الأستاذ فادي واكد، أمين الصندوق السيد خالد الأحمد، أمين السر السيد محمد خالد العلي، وعضوية كل من السادة جهاد حردان، زياد واكد والأستاذ خضر فريوان)
- مدرسة وتكميلية بلانة الحيصة | السمونية
ـ جمعية أمجاد وتشمل عدد من المؤسسات مثل (دار أمجاد للقرآن المجيد والعلوم الإسلامية ـ مسجد ومجمع السمونية - معهد أمجاد الشرعي التقني)
- لجنة المواساة السمونية.

## العائلاتحسب الترتيب الأبجدي

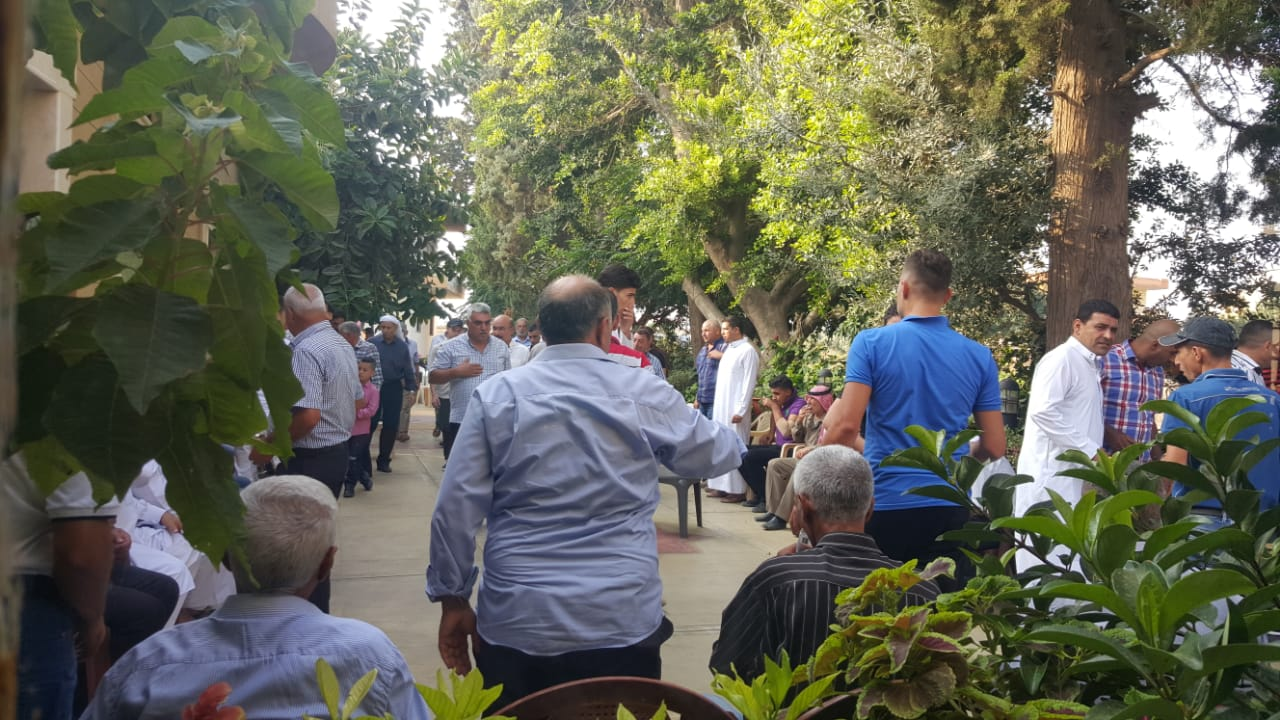

الشاتي - الشيخ - حردان - زريقة - صالح - غانم - فريوان - قاسم - واكد